# Regne de Livònia
El Regne de Livònia va ser un estat nominal creat el 1570 pel tsar rus Ivan IV durant la Guerra de Livònia. Es trobava a l'actual territori d'Estònia i Letònia, però no va arribar a establir-se formalment i només va sobreviure uns pocs anys, desapareixent el 1578.

## Història
El 10 de juny de 1570 el duc danès Magnus de Holstein va ser coronat rei de Livònia a Moscou i va jurar lleialtat a Ivan, reconeixent-ho com el seu cap suprem, va signar un tractat amb l'enviat d'Ivan IV, el diplomàtic Vassili Chtchelkalov, membre de l'administració del tsar.
Les terres del nou regne encara no estaven conquerides, però el castell de Põltsamaa es va proclamar com futura residència oficial del rei. El rei Magnus va sortir de Moscou al capdavant de 20.000 soldats russos per prendre Tallin els suecs. L'esperança d'Ivan d'obtenir ajut de Frederic II de Dinamarca, germà gran de Magnus, tanmateix va fallar. A la fi de març de 1571, Magnus va aixecar el setge de Tallin.
Després d'haver perdut el favor del tsar Ivan IV el 1577, es torna cap al seu germà, Frederic II, però ell es nega a donar-hi suport. Magnus invita, aleshores, la noblesa alemanya de Livònia per unir-se a la lluita contra les forces d'ocupació estrangeres. Finalment va ser capturat pels russos i després de la seva renúncia al títol reial va ser alliberat. Va acabar els seus dies al Castell de Piltene a Curlàndia com a resident de la corona de Polònia i va morir el 1583.